# Rekening-courant
Het begrip rekening-courant heeft verschillende betekenissen.

## Bankrekening
Vroeger werd de term 'rekening-courant' in het bankwezen (in Vlaanderen) gebruikt voor de bankrekening die de mogelijkheid gaf om zonder ingewikkelde procedures geld op te nemen tot een bepaalde limiet (zelfs al gaf dit aanleiding tot een negatief saldo) voor een vooraf vastgelegde reden. Bankrekeningen konden vroeger niet onder nul gaan tenzij het ging om een tijdelijk fenomeen, waarvoor de mogelijkheid vooraf was afgesproken en het moest over de financiering gaan van behoeften van een onderneming, niet van een gewone burger. Op dit moment is de mogelijkheid om een negatief saldo op een bankrekening te hebben een courante praktijk. In Vlaanderen wordt de benaming rekening-courant daarom niet meer gebruikt. In de relaties tussen banksector en de ondernemingswereld is de benaming 'rekening-courant' in het Vlaamse dagelijkse taalgebruik vervangen door kaskrediet. In Nederland heet een dergelijke bankrekening een betaalrekening.

## Rekening-courant-verhouding tussen vennootschap en vennoot
Een andere betekenis van rekening-courant is de vordering of schuld die een vennoot heeft tegenover zijn vennootschap, buiten de inbreng van het kapitaalsaandeel. Een vennoot kan immers geld lenen aan of van zijn vennootschap. Deze rekening-courant wordt in de boekhouding van de vennootschap ingeschreven onder diverse vorderingen of diverse schulden. Zie voor de plaats in de boekhouding het minimum genormaliseerd rekeningenstelsel (voor België).

## Debet en credit
De aanduiding "debet" of "credit" moet worden verstaan vanuit degene die de boekhouding voert.
Op een bankafschrift is dat dus de positie van de bank. Credit is een verplichting van de bank, dus een positief saldo voor de rekeninghouder. Debet is een negatief saldo van de rekeninghouder. In de boekhouding van de rekeninghouder is dat precies andersom.